# Laura Coccia
Laura Coccia (Roma, 6 aprile 1986) è una politica ed ex atleta paralimpica italiana.

## Biografia
Nata a Roma il 6 aprile 1986 da Francesco e Lucilla Paola Clarizio. A causa di un'infezione contratta dopo la nascita è affetta da tetraparesi spastica.
Alle medie comincia a praticare l'atletica leggera sotto la guida del suo professore di educazione fisica. 
Nel 1998 partecipa per la prima volta ai Giochi Sportivi Studenteschi, insieme alle ragazze normodotate e dall'anno successivo compete in una gara solo per disabili, che viene introdotta nel calendario dei GSS.
Correndo, impara a controllare meglio il suo corpo e la sua spasticità, migliorando sensibilmente. Il suo allenatore aveva scelto per lei i 400 metri.
Continua a partecipare alle competizioni studentesche fino al 2004.
Nel giugno 2003 partecipa, ai campionati italiani assoluti della FISD nei 100 metri piani, vincendo il suo primo titolo italiano. Dall'anno successivo partecipa nelle gare dei 100, 200 e 400 metri piani.
Nel 2005 è convocata in Nazionale per partecipare ai Campionati europei paralimpici, dove si classifica al 5º posto nei 100 m piani.
Nel luglio 2010 discute la tesi di laurea specialistica in Storia e nel settembre dello stesso anno vince il concorso per il dottorato di ricerca all'Università Sapienza di Roma, con un progetto che prevede lo studio della propaganda sull'avanzata dell'Armata Rossa su Berlino tra il 1944 e il 1945.
Alle elezioni politiche del 2013 viene eletta deputata della XVII legislatura della Repubblica Italiana nella circoscrizione XX Campania 2 per il Partito Democratico.
Il 10 febbraio 2014 presenta la proposta di legge per introdurre i laureati in scienze motorie nella scuola primaria e alla proposta lega la campagna #CRESCOATTIVO il cui scopo primario è quello di informare sull'importanza di una corretta attività motoria.
Nel novembre 2014 presenta la proposta di legge per la parità di genere nello sport professionistico a cui aderisce l'Associazione Italiana Calciatori e la Lega Nazionale Dilettanti, legata alla campagna #CISONOANCHEIO.
Il 24 giugno 2015 riceve la delega come responsabile del settore Calcio per il Partito Democratico dal vicesegretario Guerini.
Il 3 dicembre 2015 presso l'Università Sapienza di Roma consegue il dottorato di ricerca (PhD).
Membro onorario della Società italiana di Storia dello Sport.
Ha portato nell'aula della Camera dei Deputati le istanze di studenti e genitori che chiedevano il rispetto delle loro tutele.
Nel settembre 2019 è la prima donna con disabilità a scrivere un diario settimanale sui social network della propria gravidanza, lanciando l'hastag #diversamenteincinta e poi #diversamentemamma che diventa immediatamente popolare e diffuso in tutta Italia.